# Een raderboot als zilvervloot
Een raderboot als zilvervloot is het vijftiende deel van de Bob Evers-boekenreeks van de schrijver Willy van der Heide.
Een raderboot als zilvervloot is het derde deel van een trilogie waartoe verder de delen Een motorboot voor een drijvend flesje en Een klopjacht op een Kapitein behoren.

## Verhaal
Hoofdpersonen van de serie zijn de Nederlandse jongens Arie Roos en Jan Prins en hun Amerikaanse vriend Bob Evers.
De opsporing van de Grimbos-erfenis, die begon in Een motorboot voor een drijvend flesje en werd vervolgd in Een klopjacht op een Kapitein, wordt in dit boek verder beschreven.
Na de ontploffing van De Waterjuffer had Hennie Schol, een van de leden van de schatgraversbende, zijn aandeel begraven ergens in het weiland bij station Kruiningen. Na het heroveren van het eerste kwart van de erfenis, zoals beschreven in het vorige deel, spoeden Jan en Arie zich naar Zuid-Beveland, terwijl Bob naar Amsterdam gaat om het eerste kwart veilig te deponeren in de kluis van Aries vader, de reder Arthur P. Roos. Die vindt het nodig zijn assistentie aan te bieden bij het speurwerk in Zeeland, zodat hij even later met Bob daarheen afreist.
In de Zeeuwse klei ontwikkelt zich midden in de nacht een hilarische scène waarbij ook Van Praay, de lokale wachtmeester der Rijkspolitie wordt betrokken. Pa Roos belandt twee keer in een sloot en wordt daarna gearresteerd door de politie wegens verdacht gedrag. Ook de naar Zeeland teruggekeerde Schol ondergaat dit lot. Van Praay organiseert in samenwerking met de plaatselijke boerenzoons een klopjacht. Arie en Jan zien echter kans Pa Roos en Schol te bevrijden, en vervolgens bemachtigen zij het schatdeel van Schol. Arie bedenkt een slimme list om de gehele groep door het politiecordon te loodsen dat Zuid-Beveland inmiddels afgesloten heeft.
Het laatste bedrijf speelt zich af langs de Rijn in Duitsland. De Duitser Johann, eigenaar van de raderboot Lorelei, had met de schatgraversbende afgesproken hen te ontmoeten in een hotel in Krefeld. Doberman en zijn vrouw Lottie ontmoeten hem daar met hun aandeel in de schat, en gaan naar de Lorelei die nabij Keulen aangemeerd ligt. Jan, Bob en Arie volgen dit spoor en zien kans op de Lorelei iedereen aan te houden. Zij weten Johann ervan te overtuigen dat hij zijn deel nooit zou hebben ontvangen als de schatgravers hun gang hadden kunnen gaan. Vervolgens sluiten ze met hem een overeenkomst om dit deel van de schat met zijn boot terug te brengen naar Nederland.

## Drukgeschiedenis
De eerste druk werd in 1954 gepubliceerd door de uitgeverij M. Stenvert & Zoon te Meppel in een hardcoveruitgave, met stofomslag en illustraties van Frans Mettes. Tot aan 1958 verschenen nog twee drukken.
In 1967 werd het formaat gewijzigd. Het boek werd voortaan gepubliceerd als pocketboek (17,5 × 11,5 cm). De tekst van deze uitgave was door de auteur bewerkt. De druknummering werd voortgezet en tot 1990 verschenen de volgende drukken:
- 1967 tot 1981: 4e t/m 17e druk, omslag van Moriën
- 1983: 18e druk, omslag van Carol Voges
- 1990: 19e druk, omslag van Bert Zeijlstra

In de pocketeditie zijn de illustraties uit de hardcoveruitgave niet overgenomen.